# Agnòsia (pel·lícula)
Agnòsia (títol original en castellà: Agnosia) és una pel·lícula espanyola de thriller de l'any 2010, dirigida per Eugenio Mira i protagonitzada per Eduardo Noriega. Fou projectada al Festival de Cinema Fantàstic de Sitges. Fou rodada al planell de l'estany de Llebreta, al Parc Nacional d'Aigüestortes. Ha estat doblada al català.

## Argument
A la Barcelona del 1899, la jove Joana Prats (Bárbara Goenaga) sofreix agnòsia, una estranya malaltia neuropsicològica que afecta la seva percepció. Encara que els seus ulls i les seves oïdes estan en perfectes condicions, la seva ment no interpreta bé els estímuls que rep a través d'ells. Única coneixedora d'un secret industrial guardat pel seu pare, serà víctima d'un sinistre pla ordit per a extreure-li aquesta valuosa informació aprofitant la seva confusió sensorial. Durant el complot, dos personatges pròxims a ella jugaran un paper crucial: Carles (Eduardo Noriega), promès de Joana i mà dreta del seu pare, i Vicent (Félix Gómez), un jove i impulsiu criat de la mansió Prats.

## Repartiment
- Eduardo Noriega: Carles Lardín
- Félix Gómez: Vicent
- Bárbara Goenaga: Joana Prats
- Martina Gedeck: Lucille Prevert
- Sergi Mateu: Artur Prats
- Jack Taylor: Meissner
- Luis Zahera: Mariano
- Santi Pons: Comissari Solozábal
- Núria Valls: Teresa
- Miranda Makaroff: Núria
- Anna Sahun: Marga

## Producció
Roxbury Pictures va rodar la pel·lícula el desembre de 2009 a Barcelona i al Parc Nacional d'Aigüestortes i estany de Sant Maurici a la província de Lleida. Va ser la segona pel·lícula dirigida pel productor Eugenio Mira i basada en un guió d'Antonio Trashorras. fou estrenada al febrer del 2010 a l'European Film Market. L'estrena a les sales es va preveure a l'octubre de 2010.

## Premis i nominacions
Fou nominada al Gaudí al millor vestuari als premis Gaudí de 2011.